# Estació de Seguers - Sant Pere Sallavinera
Seguers - Sant Pere Sallavinera és una estació de ferrocarril propietat d'adif situada al nord del municipi de Sant Pere Sallavinera, allunyada del nucli urbà, a la comarca de l'Anoia. L'estació es troba a la línia Barcelona-Manresa-Lleida i hi tenen parada trens de la línia R12 dels serveis regionals de Rodalies de Catalunya, operat per Renfe Operadora.
Aquesta estació de la línia de Manresa o Saragossa va entrar en funcionament l'any 1860 quan va entrar en servei el tram construït per la Companyia del Ferrocarril de Saragossa a Barcelona entre Manresa (1859) i Lleida.
L'any 2016 va registrar l'entrada de menys de 1.000 passatgers.

## Serveis ferroviaris
| Rodalia de Lleida      |       |       |                    |                           |
| Procedència/Destinació | <     | Línia | >                  | Procedència/Destinació    |
| Lleida Pirineus        | Calaf |       | Aguilar de Segarra | Terrassa Estació del Nord |